# Jak–100
A Jak–100 (oroszul: Як-100) szovjet többcélú szállító helikopter, melyet a Jakovlev tervezőirodában fejlesztettek ki az 1940-es évek végén. Két prototípusát építették meg, sorozatgyártására nem került sor. Jak–22 jelzéssel is ismert.

## Története
A Jakovlev tervezőiroda a koaxiális rotorelrendezésű S típusú helikopterrel szerzett tapasztalatok alapján kezdett hozzá 1947-ben a egy könnyű többcélú helikopter kifejlesztéséhez. A helikoptert a Mil tervezőirodánál (OKB–329) fejlesztett hasonló feladatkörű, később Mi–1 típusjelzéssel gyártott helikopter versenytársának szánták.  A megjelenésében a Sikorsky S–51-re emlékeztető helikopternek két változatát tervezték: egy háromszemélyes szállító változatot (egy pilóta és két utas, vagy rakomány), valamint egy gyakorló változatot kettőzött kezelőszervekkel.
Az első, kettőzött kezelőszervekkel ellátott, Jak–22 jelzést kapott prototípus 1948-ban készült el a moszkvai 115. sz. repülőgépgyárban. 1948. május 8-án hajtották végre a géppel az első felszállást. Novemberben, a Mi–1-gyel párhuzamosan kezdődött el a gyári berepülési programja. Ennek során a gépnél vibráció, a rotorlapátokon flatter-jelenség lépett fel. Ezeket a hibákat később kiküszöbölték. A tömegközéppontot kissé hátrébb tolták és módosították a rotorlapátokat. Az, új rotorral ellátott, ez elsőnél kissé nehezebb második prototípus 1949 júliusában repült először. A második prototípus háromszemélyes volt.
A gyári tesztelést 1950 júniusában fejezték be, majd átadták a Szovjet Légierő Tudományos Kutatóintézetének (NII), ahol 1950 második felében végrehajtották a géppel a repülési próbákat. A tesztek alapján a gép jó értékelést kapott. Stabilnak, könnyen kezelhetőnek bizonyult egy átlagos képzettségű pilóta számára. A gépet ezek alapján ugyan sorozatgyártásra alkalmasnak találták, de a kormány ekkor már döntött a konkurens Mi–1 sorozatgyártásáról, így a Jak–100-as csak prototípus szintjén maradt.

## Műszaki jellemzői
Hagyományos elrendezéső, egy főrotorral és egy farokrotorral rendelkező helikopter. A sárkányszerkezet teljesen fémépítésű, a fő- és a farokrotor lapátjai egyaránt fából készültek.

## Műszaki adatok (első prototípus)

### Geometriai méretek és tömegadatok
- Főrotor átmérője: 14,5 m
- Törzshossz: 13,91 m
- Üres tömeg: 1690 m
- Maximális felszálló tömeg: 2090 kg
- Üzemanyag: 228 l

### Motor
- Száma: 1 db
- Típusa: AI–26GRFL héthengeres léghűtéses csillagmotor
- Legnagyobb teljesítmény: 575 LE

### Repülési jellemzők
- Maximális sebesség: 170 km/h
- Maximális repülési magasság
  - Lebegésben: 2720 m
  - Vízszintes repülésnél: 5250 m
- Hatótávolság: 325 km

### Hasonló helikopterek
- Mi–1
- Sikorsky H–5
- Bristol Sycamore
- Weir W.9
- Bell 48